# دكتور سترينج في جنون الكون المتعدد
دكتور سترينج في جنون الكون المتعدد (بالإنجليزية: Doctor Strange in the Multiverse of Madness) هو فيلم بطل خارق أمريكي صدر عام 2022، مقتبس من مارفل كوميكس، ويحكي قصة شخصية دكتور سترينج. من إنتاج شركة مارفل ستوديوز وتوزيع والت ديزني ستوديوز موشن بيكشرز وهو الجزء الثاني لفيلم دكتور سترينج (2016) والفيلم الثامن والعشرون في عالم مارفل السينمائي (MCU). الفيلم من إخراج سام رايمي وكتابة مايكل والدرون وبطولة بيندكت كامبرباتش بدور ستيفن سترينج، إليزابيث أولسن، بيندكت وونغ ورايتشل مكأدامز وتشيويتل إيجيوفو وزوتشيتل جوميز، ومايكل ستولبارغ. في الفيلم، يجب على سترينج حماية أمريكا تشافيز (جوميز)، وهي مراهقة قادرة على السفر عبر الكون المتعدد، من الساحرة القرمزية (أولسن).
كان لدى سكوت ديريكسون، مخرج وكاتب مشارك في فيلم دكتور سترينج، خطط لجزء ثانٍ بحلول أكتوبر 2016. ووقع عقدًا للعودة كمخرج في ديسمبر 2018، عندما تم تأكيد عودة كومبرباتش. أُعلن عن عنوان الفيلم في يوليو 2019 بمشاركة أولسن، بينما عُيّنت جاد هالي بارتليت لكتابة الفيلم في أكتوبر من ذلك العام. استقال ديريكسون من منصب المخرج في يناير 2020، مُشيرًا إلى اختلافات إبداعية. انضم والدرون ورايمي في الشهر التالي وبدآ العمل من جديد، مُضيفين عناصر من نوع الرعب الذي عمل عليه رايمي سابقًا، جاعلين واندا الشخصية الشريرة في الفيلم، مُكملةً قصتها من مسلسل ديزني+ القصير "واندا فيجن" (2021). بدأ التصوير في نوفمبر 2020 في لندن، ولكن تم تعليقه في يناير 2021 بسبب جائحة كوفيد-19. استؤنف الإنتاج في مارس 2021 وانتهى في منتصف أبريل في سومرست. كما تم التصوير في سري ولوس أنجلوس. بميزانية إنتاجية قدرها 350.6 مليون دولار، يُعد فيلم دكتور سترينج في جنون الكون المتعدد أحد أغلى الأفلام على الإطلاق.
عُرض فيلم دكتور سترينج في جنون الكون المتعدد لأول مرة في مسرح دولبي بهوليوود، لوس أنجلوس، في 2 مايو 2022، وطُرح في الولايات المتحدة في 6 مايو، كجزء من المرحلة الرابعة من عالم مارفل السينمائي. وقد حظي الفيلم بإشادة النقاد، وحقق إيرادات بلغت 955.8 مليون دولار عالميًا، ما جعله رابع أعلى فيلم إيرادات في عام 2022.

## القصة
يطارد شيطان أمريكا تشافيز ونسخة من ستيفن سترينج في الفضاء بين الأكوان أثناء البحث عن كتاب فيشانتي. يُقتل سترينج وتُنشئ تشافيز عن طريق الخطأ بوابة تنقل نفسها وجثة سترينج إلى الأرض-616، حيث تنقذ نسخة ستيفن سترينج من ذلك الكون تشافيز من شيطان آخر بمساعدة وونغ، الساحر الأعظم. توضح تشافيز أن الكائنات تطاردها لأنها تمتلك القدرة على السفر عبر الأكوان المتعددة.
بعد أن تعرف سترينج على رونية السحر على الشيطان، استشار واندا ماكسيموف لكنه سرعان ما أدرك أنها مسؤولة عن الهجمات. بعد الحصول على داركهولد وتحولها إلى الساحرة القرمزية، تعتقد واندا أن أخذ قوى تشافيز والسفر عبر الأكوان المتعددة سيسمح لها بلقاء بيلي وتومي، الطفلين اللذين خلقتهما خلال فترة وجودها في ويستفيو. عندما يرفض سترينج تسليم تشافيز، تهاجم واندا كامار تاج وتقتل العديد من السحرة. تنقل تشافيز نفسها وسترينج بالخطأ إلى الأرض 838. تستخدم واندا داركهولد للسير في الأحلام، مسيطرةً على نظيرتها من الأرض 838 التي تعيش حياةً في الضواحي مع بيلي وتومي. بعد أن تضحي الساحرة الناجية، سارة، بنفسها لتدمير داركهولد وكسر سير الأحلام، تُجبر واندا الغاضبة وونغ على قيادتها إلى جبل ونداغور، مصدر قوة داركهولد، لإعادة سير الأحلام.
أثناء بحثهما عن المساعدة، يُقبض على سترينج وتشافيز من قِبل الساحر الأعلى في الأرض 838، كارل موردو، ويُقدمان أمام المتنورين، وهم مجموعة تتكون من موردو، وبيغي كارتر، وبلاكجار بولتاغون، وماريا رامبو، وريد ريتشاردز، وتشارلز كزافييه. يُوضحان أنه من خلال الاستخدام المتهور لداركهولد في كونهما في محاولة لهزيمة ثانوس، أطلق سترينج من الأرض 838 "غزوًا" مُدمرًا للكون. بعد هزيمة ثانوس، أعدم المتنورون سترينج لمنعه من التسبب في المزيد من الأذى. يعتقد موردو أن سترينج من الأرض-616 خطير بنفس القدر، لكن واندا أعادت بناء سيرها في أحلامها على جبل ونداغور ووصلت بجسد نظيرتها من الأرض-838 قبل أن يتمكن المتنورون من إصدار حكمهم. قتلت جميع المتنورين بوحشية باستثناء موردو، الذي أخضعه سترينج قبل أن يفر مع تشافيز. هرب الاثنان بمساعدة كريستين بالمر، خطيبة سترينج السابقة من الأرض-838، وهي عالمة تعمل مع المتنورين.
دخل سترينج وشافيز وبالمر الفضاء بين الأكوان للعثور على كتاب فيشانتي، وهو نقيض داركهولد، لكن واندا ظهرت ودمرته. ثم سيطرت على عقل تشافيز واستخدمت قواها لإرسال سترينج وبالمر إلى كون دمره التوغل بين الأكوان. يهزم سترينج ارض-616 سترينج آخر من الكون المدمر، الذي أفسده داركهولد، ثم يستخدم داركهولد ليمشي في أحلامه إلى جسد نظيره المتوفى على الأرض-616. بمساعدة وونغ، ينقذ سترينج تشافيز من واندا ويشجع تشافيز على استخدام قدراتها. تنقل تشافيز واندا إلى الأرض-838، حيث ترى بيلي وتومي يتراجعان عنها بخوف وهما يبكيان على والدتهما الحقيقية. تدرك واندا أخطاءها، فتستسلم وتستخدم قواها لإسقاط جبل ونداجور، وتدمر في الوقت نفسه جميع نسخ داركهولد في جميع أنحاء الكون المتعدد وتضحي بنفسها في هذه العملية. تعيد تشافيز سترينج وبالمر إلى عالميهما.
بعد مرور بعض الوقت، يخضع كامار تاج للإصلاح ويواصل السحرة الناجون، برفقة تشافيز، التدريب. يطور سترينج عينًا ثالثة نتيجة استخدام داركهولد والمشي في أحلامه في جثة. في مشهد منتصف شارة النهاية، تقترب ساحرة من سترينج (كليا) وتحذره من أن أفعاله تسببت في توغل بين الأكوان يجب عليه إصلاحه. يتبعها سترينج إلى البعد المظلم.

## الممثلين و الشخصيات
- بينيديكت كامبرباتش بدور الدكتور ستيفن سترينج: جراح أعصاب أصبح خبيرًا في الفنون الصوفية بعد حادث سيارة أنهى مسيرته المهنية. يجسد كمبرباتش أيضًا ثلاث نسخ بديلة للشخصية: نسخة الأرض-617 التي تموت في بداية الفيلم؛ الساحر الأعلى السابق للأرض-838 الذي أسس المتنورين؛ ونسخة أفسدها داركهولد.
- إليزابيث أولسن بدور واندا ماكسيموف / الساحرة القرمزية: منتقمة سابقة تحولت إلى شريرة، يمكنها تسخير سحر الفوضى، التخاطر، التحريك الذهني، وتغيير الواقع. يواصل الفيلم رحلة واندا التي بدأت في سلسلة واندا فيجن (2021)، كما تُجسّد أولسن نظير الشخصية في الأرض-838.
- شيواتال إيجيوفور بدور كارل موردو: الساحر الأعلى للأرض-838 وعضو في المتنورين. وهو نسخة بديلة من موردو الذي ظهر في الفيلم الأول، مما جعله خصمًا مستقبليًا.
- بيندكت وونغ بدور وونغ: الساحر الأعلى للأرض-616 ومعلم سترينج وصديقه.
- زوتشيتل غوميز بدور أمريكا تشافيز: مراهقة تستطيع السفر بين الأبعاد عن طريق فتح بوابات بين الاكوان المتعددة. تنحدر من عالم آخر يُعرف باسم "الموازي الطوباوي".
- مايكل ستولبارغ بدور نيكوديموس ويست: جراح وزميل سابق لسترينج.
- رايتشل ماك آدامز بدور كريستين بالمر: جراحة طوارئ كانت زميلة سترينج وحبيبته. يستكشف الفيلم قرار سترينج في نهاية فيلم دكتور سترينج (2016) بحماية حرم نيويورك وعدم الارتباط ببالمر، على الرغم من أنها لا يزال يكن لها مشاعر وربما تندم على هذا القرار، مع زواج بالمر من شخص آخر في هذا الفيلم. كما تُجسد ماك آدامز نظيرة الشخصية في الأرض 838، وهي موظفة في مؤسسة باكستر وحبيبة سترينج السابقة في ذلك الواقع لها خبرة في مجال الأكوان المتعددة.
- يضم المتنورون من الأرض-838 أيضًا باتريك ستيوارت في دور البروفيسور تشارلز كزافييه، الذي يصور نسخة مختلفة من الشخصية التي لعبها سابقًا في سلسلة أفلام إكس مان من إنتاج شركة فوكس للقرن العشرين؛ هايلي أتويل في دور بيغي كارتر / كابتن كارتر، بعد أن أدت صوت نسخة أخرى في المسلسل المتحرك ماذا لو...؟ (2021-2024)؛ لاشانا لينش في دور ماريا رامبو / كابتن مارفل، وهي نسخة بديلة لشخصيتها من كابتن مارفل (2019)؛ أنسون ماونت في دور بلاكاجار بولتاجون / بلاك بولت، وهي نسخة بديلة لدوره من مسلسل إنهيومانز التلفزيوني من إنتاج شركة مارفل على قناة إيه بي سي (2017)؛ وجون كراسينسكي بدور ريد ريتشاردز، أحد أعضاء فريق فانتاستيك فور.
- يُجسّد جوليان هيلارد وجيت كلاين نسختي الأرض-838 من ابني واندا، بيلي وتومي، مُعيدين تمثيل أدوارهما من واندا فيجن.
- قُدّمت شخصية كليا في مشهد منتصف الاعتمادات، حيث جسّدتها تشارليز ثيرون.

## الحظر
خلق هذا الفيلم ضجة كبيرة في العالم، بسبب تقارير إعلامية عن حظره في مجموعة من الدول، سواء بسبب ما تضمنه من مشاهد جنسية، وكان المشرف العام على قسم التصنيف السينمائي في الهيئة العامة للإعلام المرئي والمسموع في السعودية، نواف السبهان، الذي صرّح لوكالة فرانس برس إن الرياض طلبت من ديزني منتجة الفيلم حذف مشهد «بالكاد يبلغ طوله 12 ثانية»، حيث لا يظهر في هذا المشهد لقطات جنسية، بقدر ما هو حديث من بطلة مثلية في الفيلم عن «والدتيها»، ما يفهم أنه حديث عن علاقة جنسية مثلية، وهو أمر مخالف للأعراف السعودية. لكن ديزني، صاحبة استديوهات مارفل التي أنتجت الفيلم، رفضت حذف هذه اللقطات لأجل التوزيع في الرياض. وبين أن عددا من الدول العربية قررت منع عرض الفيلم، منها مصر والكويت والبحرين وقطر غيرها لذات الأسباب. وتم منع عرض الفيلم في جميع دور العرض السينمائي بالأردن، لمخالفته شروط الرقابة، لعدم التزام الشركة الصانعة والموزعة للفيلم بالحذف المشروط لإجازته قبل العرض، نتيجة لوجود مشاهد خادشة للحياء تتنافى مع أخلاق المجتمع الأردني.
ورغم أن المستخدمين في موقع بيانات الأفلام الشهيرة أي أم دي بي أشاروا إلى عدم وجود مشاهد جنسية مباشرة في الفيلم، أو بسبب أمور سياسية كما هي الحالة في الصين التي ترّدد أنها منعته بسبب إظهار صحيفة معارضة للحزب الشيوعي الحاكم.

## شباك التذاكر
حقق الفيلم 411.3 مليون دولار في الولايات المتحدة وكندا و544.4 مليون دولار في مناطق أخرى، بإجمالي عالمي قدره 955.8 مليون دولار. وكان رابع أعلى فيلم ربحًا في عام 2022. وقدرت مجلة فوربس أن الفيلم حقق صافي ربح قدره 127.3 مليون دولار. حقق الفيلم 42 مليون دولار من مبيعات التذاكر المسبقة عبر فاندانغو، وباع أكبر عدد من التذاكر على المنصة منذ فيلم سبايدرمان: لا عودة إلى الديار (2021)، بينما تجاوز أيضًا مبيعات التذاكر المسبقة لفيلم ذا باتمان (2022) في غضون 24 ساعة. كانت عطلة نهاية الأسبوع الافتتاحية العالمية التي بلغت 452.4 مليون دولار هي تاسع أكبر افتتاح على الإطلاق، ومثلت أعلى افتتاح في مايو على الإطلاق لشاشات آيماكس (33 مليون دولار).
في الولايات المتحدة وكندا، حقق الفيلم 187.4 مليون دولار في عطلة نهاية الأسبوع الافتتاحية، متجاوزًا إجمالي عطلة نهاية الأسبوع الافتتاحية البالغ 151 مليون دولار لفيلم سبايدرمان 3 (2007) ليصبح أعلى رقم في مسيرة سام رايمي. حقق الفيلم إيرادات بلغت 90.7 مليون دولار في يوم عرضه الأول، من ضمنها 36 مليون دولار جاءت من عروض المعاينة مساء الخميس. يُعد هذا الأداء ثاني أفضل افتتاح لفيلم خلال فترة الجائحة بعد فيلم سبايدر-مان: لا عودة إلى الديار (2021)، كما احتل المرتبة الثامنة في قائمة أعلى معاينات الأفلام على الإطلاق، في حين صنف إجمالي يوم العرض الأول سابع أعلى إيرادات تُسجل في يوم واحد في تاريخ صناعة السينما. كما يُعد إجمالي 90.7 مليون دولار أعلى رقم يُسجَّل لفيلم في يوم واحد خلال شهر مايو على الإطلاق.
في عطلة نهاية الأسبوع الثانية، تراجع أداء الفيلم محققًا 61 مليون دولار، ما جعله يُصنف ضمن أكبر الانخفاضات في إيرادات عطلات نهاية الأسبوع الثانية بين أفلام عالم مارفل السينمائي. وقد عزى موقع ديدلاين هوليوود هذا التراجع بنسبة بلغت 67% إلى "التشهير" الذي تعرض له الفيلم وتقييمه السلبي من قِبل الجمهور على منصة سينماسكور. من جانبها، أشارت شركة "أنتيليجنس" إلى حدوث تقليص في عدد المقاعد المتاحة للفيلم بنسبة تجاوزت 17%، وهو ما أدى بدوره إلى تقليل أوقات العرض، وأسهم كذلك في انخفاض الإيرادات.
وفي عطلة نهاية الأسبوع الثالثة، حقق الفيلم 31.6 مليون دولار، تلاها 17 مليون دولار في عطلة الأسبوع الرابعة، ليصل إجمالي الإيرادات في تلك المرحلة إلى 376.1 مليون دولار، متجاوزًا فيلم باتمان (2022)، الذي حقق 369.3 مليون دولار، ليصبح بذلك أعلى فيلم تحقيقًا للإيرادات في عام 2022 حتى ذلك الوقت، قبل أن يتجاوزه لاحقًا فيلم توب غان: مافيريك (2022). وفي نهاية المطاف، أنهى الفيلم مسيرته باعتباره رابع أعلى فيلم تحقيقًا للإيرادات في عام 2022 في السوق المحلية.

## الاستقبال النقدي
أفاد موقع تجميع المراجعات "روتن توميتوز" بنسبة موافقة بلغت 74%، بمتوسط تقييم 6.5/10، بناءً على 465 مراجعة. وجاء في إجماع النقاد على الموقع: "يُعاني فيلم دكتور سترينج في جنون الكون المتعدد من وطأة عالم مارفل السينمائي الضخم، لكن إخراج سام رايمي المميز يُضفي عليه لمسة ترفيهية مميزة." وعلى موقع ميتاكريتيك، حصل الفيلم على متوسط تقييم 60 من 100، بناءً على 65 ناقدًا، مما يُشير إلى "مراجعات متباينة أو متوسطة".
منح الجمهور الذي استطلعت آراءه "سينما سكور" الفيلم تقييمًا متوسطًا "B+" على مقياس من A+ إلى F، بينما أفاد موقع بوست تراك أن 82% من الجمهور منحوه تقييمًا إيجابيًا، حيث قال 69% إنهم يوصون به بالتأكيد.